# 朱家铺镇
朱家铺镇，是中华人民共和国湖南省常德市汉寿县下辖的一个乡镇级行政单位。

## 行政区划
朱家铺镇下辖以下地区：
朱家铺社区、凤凰村、马家村、罗坪村、石洞村、五宝村、西田湾村、回龙庵村、白合村、金鸡村、林场村、仙芝桥村、赤金村、三祝庵村、石马村、铁关村、福寿村、江东村、王家冲村、高巷村、断堤村和将军村。